# Klaus-Dietrich Flade
Klaus-Dietrich Flade (Büdesheim, 23 de agosto de 1952) é um piloto e ex-cosmonauta alemão.
Após terminar os estudos secundários, Flade entrou para a força aérea da então Alemanha Oriental. Formado inicialmente em engenharia de aviação, ele estudou química na universidade militar de Munique, entre 1976 e 1980, após o qual tornou-se piloto. Nesta atividade, pilotou helicópteros e caças Tornado e F-16.
Em outubro de 1990, foi selecionado para o grupo de cosmonautas do Centro Aeroespacial Alemão (DLR). Após cerca de em ano e meio de treinamento, ele foi ao espaço em 17 de março de 1992, na Soyuz TM-14, para uma missão à estação espacial Mir, a primeira missão russa após o colapso da União Soviética, e na qual permaneceu por sete dias, atuando como cosmonauta-pesquisador. Retornou a Terra em 25 de março na Soyuz TM-13.
Flade retornou à força aérea após seu voo e hoje trabalha como piloto de testes para a Airbus.